# Suicidio in Groenlandia

Mappa del tasso di suicidi (standardizzato per età, per 100000 abitanti) nel mondo nel 2010.

Il suicidio in Groenlandia, una nazione costitutiva all'interno del Regno di Danimarca, è un problema sociale di rilevanza significativa. La Groenlandia ha il più alto tasso di suicidi al mondo: i resoconti formulati tra il 1985 e il 2012 hanno evidenziato che una media di 83 persone su 100 000 muore per suicidio ogni anno su una popolazione di appena 55 000 persone.
La Groenlandia è culturalmente e geograficamente isolata, nonché una delle nazioni più fredde e meno popolose del mondo. Sebbene sia noto che fattori come questi contribuiscano a problemi legati al suicidio, non è chiaro se abbiano un'influenza diretta o meno sul tasso. A tal proposito, sono state prese una serie di iniziative per ridurre il numero di vittime nel paese, inclusi anche manifesti lungo la strada, ed è stata avviata una strategia nazionale di prevenzione del suicidio che prevede corsi, istruzione generale, sensibilizzazione nelle comunità locali e il coinvolgimento di professionisti come insegnanti, assistenti sociali e medici.

## Storia
Il tasso di suicidi in Groenlandia iniziò a salire agli inizi degli anni settanta e continuò ad aumentare fino al 1986. Nel 1986, il suicidio è diventato la principale causa di morte per i giovani in diverse città, come Sarfannguaq. Prima del 1970, il tasso di suicidi in Groenlandia era storicamente molto basso, ma tra il 1990 e il 1994 ha raggiunto il suo picco, diventando uno dei più alti al mondo con 107 persone su 100 000 morte per suicidio all'anno. Un aumento altrettanto rapido dei suicidi è stato osservato anche tra gli Inuit in Canada. I dati del governo della Groenlandia riportati nel 2010 riferiscono che si è verificato quasi un suicidio a settimana.

## Incidenza e varianza
Impicca...Arma da f...Salto da g...Arma da taglioAnnegamentoAvvelenamentoAltroImpiccamentoArma da fuocoSalto da grandi altezzeArma da taglioAnnegamentoAvvelenamentoAltro
Secondo i dati pubblicati da Statistics Greenland, il suicidio rappresenta l'8% sul totale dei decessi in Groenlandia ed è la principale causa di morte tra i giovani di età compresa tra 15 e 29 anni.
Un articolo pubblicato sulla rivista BMC Psychiatry nel 2009 riportava che in Groenlandia si sono verificati un totale di 1 351 suicidi in un periodo di studio di 35 anni, tra 1968 e il 2002. Lo studio ha rilevato una variazione significativa del tasso di suicidi in relazione alla stagione, caratterizzata da valori massimi nel mese di giugno e minimi nel periodo invernale. La coincidenza di suicidi nei mesi estivi risulta più pronunciata nelle aree a nord del circolo polare artico. Sono state osservate anche variazioni regionali, con tassi di suicidio più alti nelle parti settentrionali della Groenlandia occidentale rispetto alle parti meridionali. Le vittime di suicidio sono più numerose fra gli uomini che fra le donne. Tra coloro che muoiono per suicidio, la maggior parte sono giovani di età compresa tra i 15 e i 24 anni. A differenza di altri paesi occidentali, il tasso di suicidi in Groenlandia diminuisce con l'aumentare dell'età.

## Motivi
Diverse ragioni sono accusate dell'alto tasso di suicidi in Groenlandia, tra cui l'alcolismo, la depressione, la povertà, il rapporto conflittuale tra coniugi e i problemi familiari. Secondo un rapporto pubblicato nel 2009, il tasso di suicidi in Groenlandia aumenta durante l'estate. I ricercatori hanno accusato l'insonnia causata dall'incessante luce del giorno. Si presume che anche lo scontro culturale tra la tradizionale cultura Inuit e la moderna cultura occidentale sia un fattore da considerare.

## Metodi comuni
Metodi violenti sono stati usati nel 95% dei decessi per suicidio. I metodi più comuni erano l'impiccamento (46%) e la sparatoria (37%); sono stati utilizzati anche altri metodi, come il salto da altezze elevate, il taglio con oggetti affilati, l'annegamento, l'overdose di farmaci e l'avvelenamento, ma con stime meno frequenti.

## Prevenzione del suicidio
Il governo della Groenlandia e le organizzazioni internazionali e nazionali hanno intrapreso azioni e iniziative per prevenire i suicidi. Sono infatti presenti associazioni che forniscono supporto a persone con tendenze suicide. Le misure includono manifesti affissi lungo le strade, che recitano: «La chiamata è gratuita. Nessuno è solo. Non essere solo con i tuoi pensieri oscuri. Chiama.» I consulenti per la prevenzione si recano nelle scuole e mostrano film per scoraggiare i tentativi di suicidio degli adolescenti. La prima strategia nazionale di prevenzione del suicidio è stata avviata nel 2005, seguita da un'altra nel 2013, la quale coinvolge corsi, istruzione, comunità locali e professionisti come insegnanti, assistenti sociali e medici.